# Lanciere (1939)
«Ланчере» (італ. Lanciere) — військовий корабель, ескадрений міноносець 1-ї серії типу «Сольдаті» Королівських ВМС Італії за часів Другої світової війни.

## Історія створення
«Ланчере» був закладений 1 лютого 1937 року на верфі компанії Cantieri Navali del Tirreno e Riuniti у Сестрі-Леванте. Спущений на вожу 18 грудня 1938] року. 25 березня 1939 року увійшов до складу Королівських ВМС Італії.

## Історія служби
Після вступу у стрій есмінець «Ланчере» став флагманським кораблем XII ескадри есмінців, куди входили також однотипні «Карабіньєре», «Аскарі» та «Кораццьєре». У 1939 році есмінець у складі ескадри взяв участь в поході до берегів Північної Африки та Додеканеських островів.

### Друга світова війна
В ніч з 9 на 10 червня 1940 року (коли Італія вступила у війну), «Ланчере» брав участь у постановці мін між островами Лампедуза і Керкенна'.
9 липня «Ланчере» взяв участь в бою біля Пунта Стіло. На завершальній стадії бою XII ескадра, прикриваючи відхід своїх лінкорів, здійснила атаку на ворожі кораблі. «Ланчере» (яким командував капітан I рангу Канніне Д'Ар'єнцо) випустив 3 торпеди по британських крейсерах, але не досяг влучання.
30 липня — 1 серпня «Ланчере» був у складі ескорту, який прикривав два великі конвої в Лівію.
11 листопада «Ланчере» перебував в Таранто, але не постраждав під час атаки британських літаків.
Під час бою біля мису Спартівенто «Ланчере» став єдиним італійським кораблем, який зазнав серйозних пошкоджень. XII ескадра есмінців діяла разом з 3-jю дивізією крейсерів («Больцано», «Трієсте» і «Тренто»), яка вступила в бій з головними британськими крейсерами. О 12;34 в «Ланчере» влучив 152-мм снаряд з крейсера «Манчестер», який вибухнув в машинному відділенні, вивівши його з ладу і обмеживши швидкість до 23 вузлів. О 12;40, коли есмінець перебував за кормою крейсерів, ставлячи димову завісу, в нього влучили ще два 152-мм снаряди. Один пробив корпус зліва в центральній частині, пробив паливну цистерну, але не вибухнув і вилетів з протилежного боку. Третій вибухнув біля ахтерштевеня на рівні ватерлінії. Корабель ще 11 хвилин перебував під вогнем противника, не зазнавши більше пошкоджень, але через обводнення палива тимчасово втратив хід. Інші есмінці прикрили його димовою завісою, а потім «Аскарі» взяв його на буксир. Крейсери 3-ї дивізії прикривали пошкоджений есмінець, відбивши атаку ворожих літаків. До світанку «Аскарі» і «Ланчере» дістались Кальярі. Там есмінець перебував декілька днів, допоки його не відбуксирували для ремонту в Геную. Ремонт тривав до квітня 1941 року
Після повернення у стрій «Ланчере» діяв як у складі ескадри головних сил флоту, так і здійснював захист комунікацій. 24 травня 1941 року супроводжував конвой в Лівію.
23-25 серпня надавав допомогу крейсеру «Больцано», торпедованому британським підводним човном «Траємф».

#### Загибель
20 березня 1942 року «Ланчере» вийшов з Мессіни, разом з 3 іншими есмінцями ескадри, для супроводу 3-ї дивізії крейсерів («Тренто», «Горіція» і «Джованні делле Банде Нере») і взяв участь у другій битві у затоці Сидра.
Під час повернення додому корабель потрапив у сильний шторм і зазнав пошкоджень. О 20:45 він змушений був знизити швидкість до 20, потім до 18, із рештою до 16 вузлів і незабаром втратив контакт з рештою кораблів. О 23:00 «Ланчере» передав повідомлення, що втратив хід. Йому на допомогу був відправлений есмінець «Альпіно», але він практично не міг рухатись проти зустрічних хвиль.
О 5:45 23 березня «Ланчере» передав повідомлення, що в машинне відділення потрапила вода. О 9:58 23 березня капітан Костанцо Казана подав сигнал SOS, а о 10:07 передав останнє повідомлення
|  | Ми тонемо! Хай живе Італія! Хай живе Король! Хай живе Дуче! Оригінальний текст (італ.) «Stiamo affondando! Viva l’Italia! Viva il Re! Viva il Duce!» |

О 10:27 корабель затонув за 120 миль на схід від Мальти у точці з координатами 35°35′ пн. ш. 15°15′ сх. д. / 35.583° пн. ш. 15.250° сх. д..
24-25 березня госпітальне судно «Арно» змогло підібрати лише 16 чоловік з 242 членів екіпажу. Костанцо Казана посмертно був нагороджений золотою медаллю «За військову доблесть».